# Alighiero Miele
Alighiero Miele (Paola, 9 giugno 1887 – Bengasi, 23 aprile 1941) è stato un generale italiano, che come ufficiale di artiglieria pluridecorato del Regio Esercito, prese parte alla guerra italo-turca, alla prima guerra mondiale, alla guerra d'Etiopia e alla seconda guerra mondiale. Stimato dal Maresciallo d'Italia Rodolfo Graziani, in Libia fu prima comandante della nuova Brigata corazzata speciale (25 novembre 1940) e poi Capo di stato maggiore del Comando Superiore FF.AA. Africa Settentrionale (22 dicembre 1940 - 23 aprile 1941). Decedette per le ferite riportate a Bengasi per un bombardamento aereo inglese, il 23 aprile 1941, dopo la ripresa dell'iniziativa offensiva italiana.

## Biografia
Nacque a Paola, in provincia di Cosenza, il 9 giugno 1887, figlio di Carlo. Si arruolò nel Regio Esercito entrando nelle Regia Accademia Militare di Artiglieria e Genio di Torino nel luglio 1905. Ne uscì il 4 settembre 1908 con il grado di sottotenente dell'arma di artiglieria, assegnato al 13º Reggimento artiglieria da campagna a Roma. Promosso tenente, nel 1911 si imbarcò a Napoli per la Libia assegnato in servizio nel Regio Corpo di spedizione, partecipando alla guerra italo-turca, e nell'ottobre 1912 fu assegnato alle batterie cammellate dell'11º Reggimento d'artiglieria.
Nel 1913 passò, a domanda, in forza alla Colonna di occupazione del Fezzan, partecipando alle operazioni contro i ribelli, e venendo decorato con una Medaglia di bronzo al valor militare per il fatto d'armi di Gasr bu Hadi (aprile 1915). Conseguita nel luglio seguente la promozione a capitano, rientrò a ottobre in Italia per partecipare alla grande guerra sul fronte italo-austriaco.
Nominato comandante di batteria del III Gruppo cannoni da 105/28 mm del 28º Reggimento artiglieria da campagna di Livorno, ottiene nel maggio 1916 un'altra decorazione per i combattimenti in Vallagarina.
Trasferito nel novembre seguente presso il 2º Reggimento artiglieria pesante campale, nel maggio 1917 ottiene una terza decorazione per combattimenti sul Carso e nell'ottobre successivo un'altra decorazione come addetto al comando della 53ª Divisione nei combattimenti di Stupizza sul Carso, dove rimase gravemente ferito.
Nel marzo 1918 conseguì la promozione a maggiore, rientrò nelle file del 28º Reggimento artiglieria da campagna e fu collocato in aspettativa per le ferite riportate, rimanendovi sino ai primi mesi del 1919. In quello stesso anno iniziò a frequentare il 48º Corso di Stato maggiore presso la Scuola di guerra dell'esercito di Torino, venendo trasferito definitivamente al servizio di Stato maggiore nel 1924.
Nello stesso anno, e sino al 1930, anche col grado di tenente colonnello (conseguito nel 1926), prestò servizio al Comando designato d'Armata di Napoli prima e di Corpo d'armata, sempre a Napoli, poi.
Dopo aver comandato il I Gruppo del 7º Reggimento artiglieria pesante campale, venne promosso colonnello il 17 agosto 1935 e fu chiamato presso il comando delle FF.AA. della Somalia quale Capo di stato maggiore del Corpo di spedizione agli ordini del generale d'armata Rodolfo Graziani, mantenendo l'incarico sino al maggio 1936, prima e durante tutta la guerra d'Etiopia. Partecipò quindi alle battaglie di Neghelli e dell'Ogaden, meritando la Croce di Cavaliere dell'Ordine militare di Savoia ed un'altra Medaglia d'argento al valor militare.
Rimasto in Abissinia ancora un anno, rimpatriò nel maggio 1937 per assumere il comando del 2º Reggimento artiglieria celere "Emanuele Filiberto Testa di Ferro", a Ferrara. Nel novembre 1938 fu nominato Capo di stato maggiore del Corpo d'armata celere a Padova, e promosso generale di brigata (anzianità 30 giugno 1939), fu poi destinato dal 1º settembre, presso il comando dell'Armata del Po (6^). Dal 15 dicembre 1939 fu assegnato in servizio, per incarichi speciali, presso il comando del Corpo di Stato maggiore del Ministero della guerra a Roma.
Nel luglio 1940, a seconda guerra mondiale già iniziata, fu rinviato sul fronte dell'Africa Settentrionale Italiana per richiesta diretta del Maresciallo d'Italia Graziani, nuovo governatore della Libia dal 30 giugno, dopo la morte accidentale di Italo Balbo. Addetto al Comando Superiore FF.AA. Africa Settentrionale, il 25 novembre dello stesso anno, assunse il comando della Brigata corazzata speciale tenuta in riserva d'armata in Cirenaica e il 22 dicembre, durante l'offensiva inglese, divenne Capo di stato maggiore del predetto comando, in sostituzione del generale Giuseppe Tellera, trasferito al comando della 10ª Armata sullo stesso fronte.
Visse quindi tutte le fasi della controffensiva britannica e partecipò alla disordinata ritirata dei reparti italiani in tutta la Cirenaica. Con la ripresa dell'offensiva italiana, dal 31 marzo 1941, partecipò alla fasi della riconquista di Bengasi, collocò temporaneamente il suo comando. Il 22 aprile seguente rimase vittima di un bombardamento aereo inglese e trasportato in luogo di cura, decedette il giorno dopo per le gravi ferite riportate. Alla sua memoria fu concessa una seconda Medeglia d'argento al valor militare.